# Nachtragshaushalt
Unter einem Nachtragshaushalt versteht man die nachträgliche Änderung eines bereits vom Parlament verabschiedeten Haushaltsgesetzes des Bundes oder eines Bundeslandes bzw. einer Haushaltssatzung von Gebietskörperschaften oder anderen öffentlichen Haushalten (Sondervermögen, Fonds Deutsche Einheit, ERP-Fonds, Öffentliche Stiftungen etc.) bei einer unerwarteten Abweichung vom Haushaltsplan im laufenden Haushaltsjahr. Beim Haushalt der Europäischen Union wird gleichbedeutend die Bezeichnung Berichtigungshaushalt verwendet.
Ein Ergänzungshaushalt ist dagegen die nachträgliche Änderung eines noch nicht verabschiedeten, noch im Beratungsverfahren befindlichen Haushaltsentwurfs.

## Bedeutung
In der Bundesrepublik Deutschland muss ein Nachtragshaushalt wie ein originäres Budget vom Finanzminister aufgestellt, vom Kabinett verabschiedet, vom Haushaltsausschuss beraten, vom Parlament beschlossen und – soweit es den Bundeshaushalt betrifft – vom Bundesrat angenommen werden. Die gesetzliche Grundlage für das Verfahren bildet die Bundeshaushaltsordnung (§ 33 BHO). Anstelle von unabweisbaren über- und außerplanmäßigen Ausgaben, die im Einzelfall der Zustimmung des Bundesministers der Finanzen bedürfen (Art. 112 GG, § 37 BHO), wahrt ein Nachtragshaushalt das Budgetrecht des Parlaments.
Ein Nachtragshaushalt ist insbesondere bei Mehrausgaben aufzustellen, die nicht bis zum nächsten Haushaltsgesetz zurückgestellt werden können und einen im Haushaltsgesetz für über- und außerplanmäßige Ausgaben festzulegenden Betrag überschreiten. Nach § 4 Abs. 1 Satz 1 des Haushaltsgesetz 2020 liegt diese Grenze bei 5 Mio. Euro.
Die veränderten Ausgabeermächtigungen können darauf zurückgehen, dass
- die Haushaltseinnahmen nicht so hoch ausfallen, wie ursprünglich geplant, also erheblich hinter den Ansätzen zurückbleiben (z. B. Steuern, Zölle) oder
- die Haushaltsausgaben in einem Maße ansteigen, dass diese nicht durch kurzfristige Sparmaßnahmen an anderen Stellen wieder ausgeglichen werden können bzw. neue Haushaltsausgaben entstehen, die zum Zeitpunkt der Erstellung des Etats nicht vorausgesehen werden konnten.

Die anlässlich der COVID-19-Pandemie verabschiedeten Nachtragshaushalte des Bundes sind mit einer Neuverschuldung in Höhe von insgesamt über 218 Mrd. Euro die umfangreichsten in der Geschichte der Bundesrepublik Deutschland und um ein Vielfaches höher als der deutsche Nachtragshaushalt nach der Weltfinanzkrise 2007–2008, der eine zusätzliche Nettokreditaufnahme in Höhe von 18,3 Mrd. Euro vorsah.